# Stade municipal de Nador
 (avril 2025).
Le stade municipal de Nador (en arabe : الملعب البلدي للناظور) est un stade de football situé dans la ville de Nador au Maroc. C'est l'enceinte du Hilal de Nador ainsi que celui du Fath de Nador.